# Église Saint-Symphorien de Saint-Symphorien
Pour les articles homonymes, voir Saint-Symphorien.
L'église de Saint-Symphorien est une église catholique située dans le département français de la Gironde, sur la commune de Saint-Symphorien, en France.

## Localisation
L'église se trouve en centre-ville, à environ 150 mètres à l'est de la place de la République et de la mairie.

## Historique
L'édifice a été construit au XVIe siècle dans le style gothique et présente, à l'instar de nombre d'églises gasconnes, un clocher-pignon à trois baies ; il est inscrit au titre des monuments historiques par arrêté du 21 décembre 1925 en totalité.

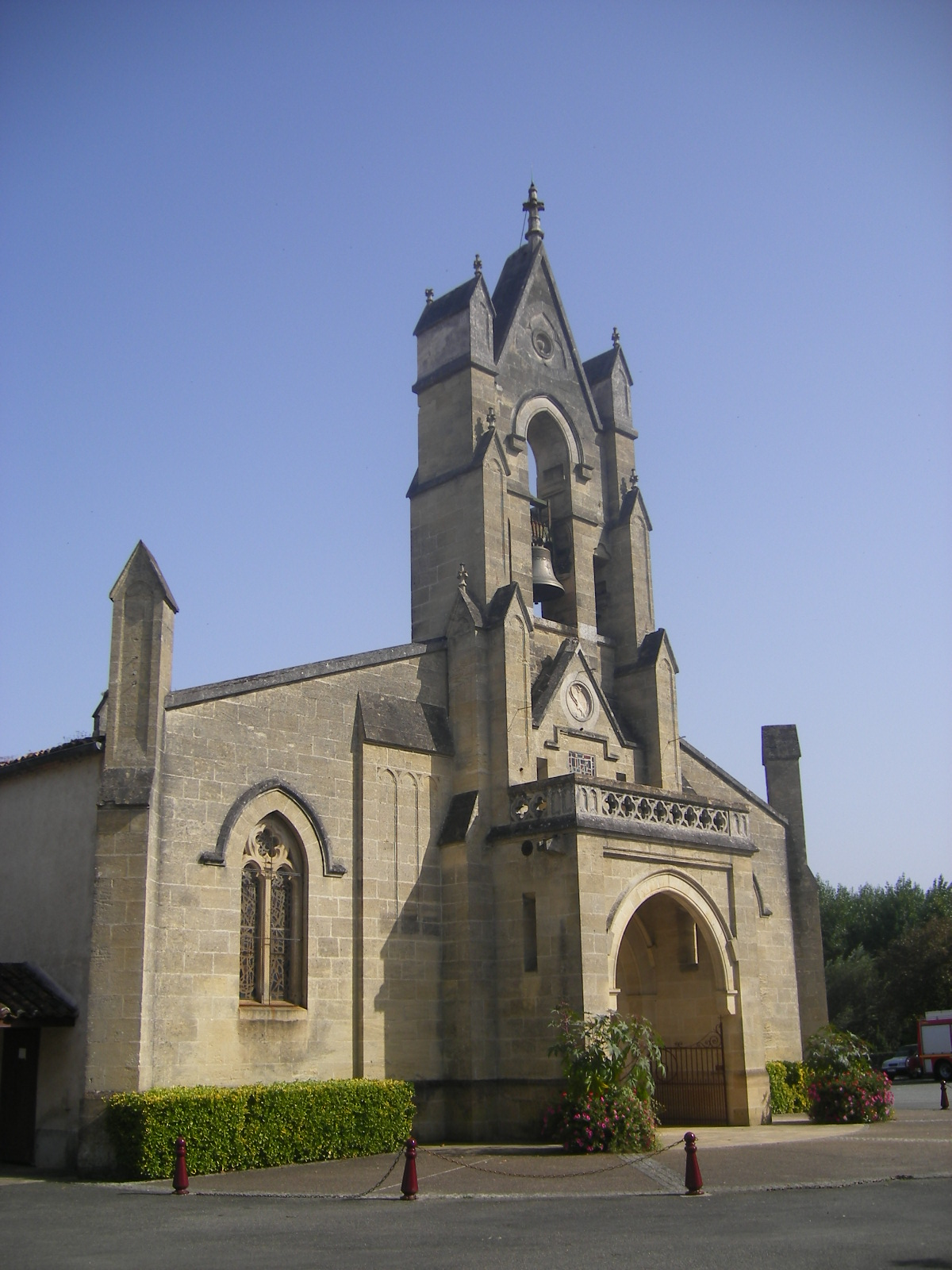
Vue nord-ouest (août 2007).
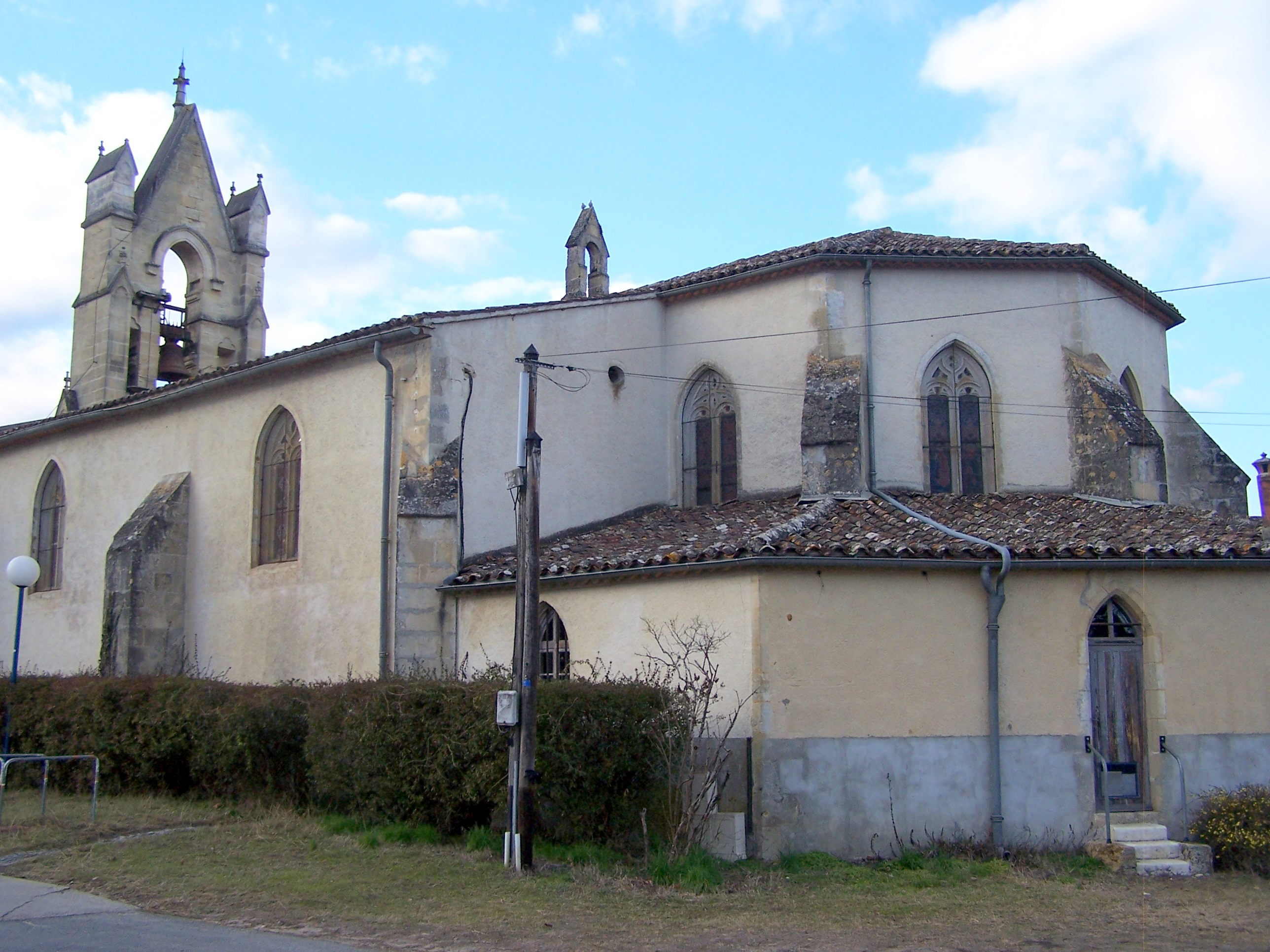
Le chevet, vue sud-est (fév. 2010).
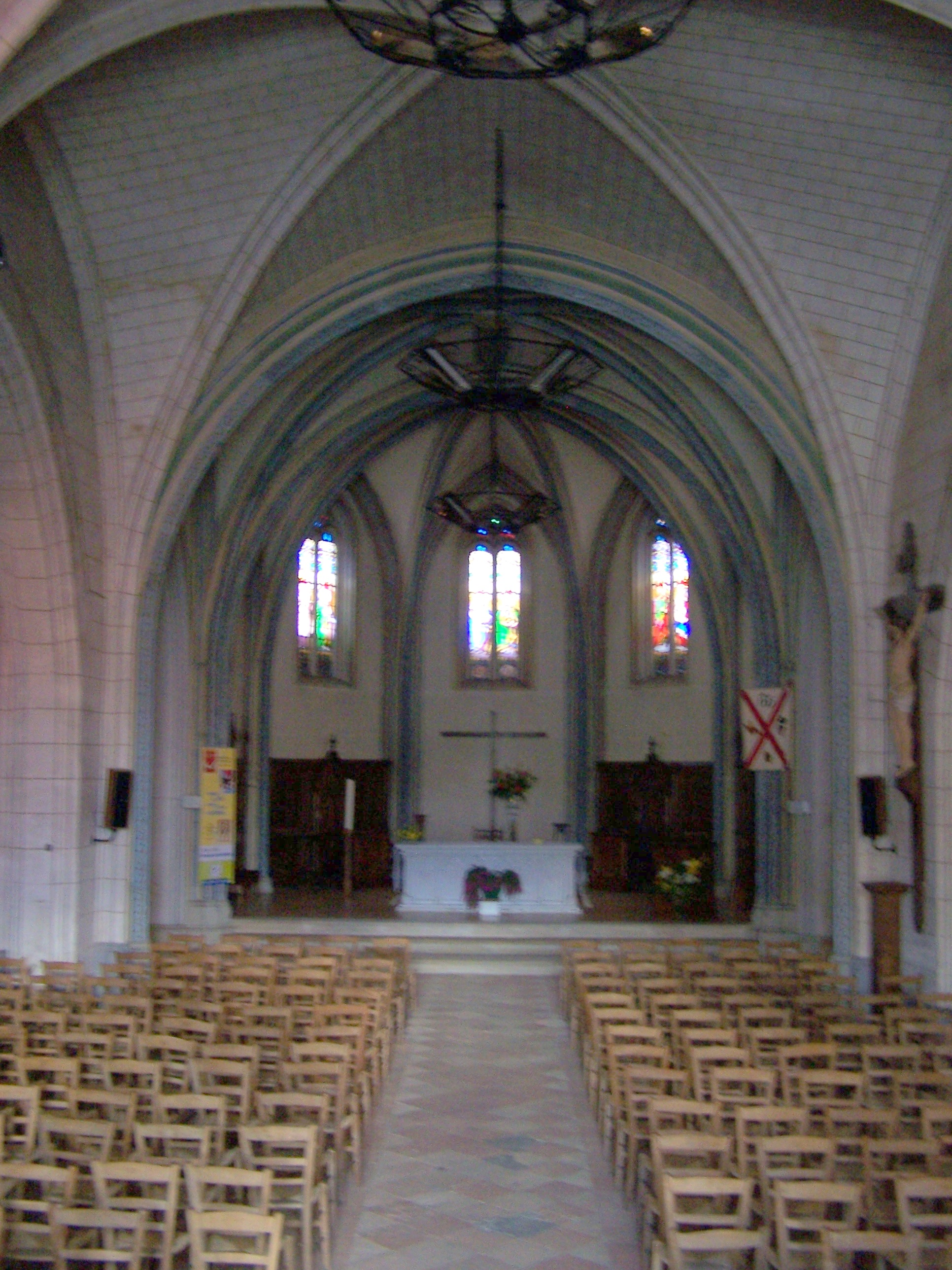
La nef (fév. 2010).